# La Clayette
Pour les articles homonymes, voir Clayette.
La Clayette (prononcé [la klɛt] « La Clète »,.) est une commune française située dans le département de Saône-et-Loire, en région Bourgogne-Franche-Comté.

## Géographie

### Localisation
La Clayette est située dans le Brionnais, entre le Charolais au nord et le Roannais au sud, à proximité du Beaujolais et de la région lyonnaise.
Depuis 2004, la ville fait partie du Pays Charolais-Brionnais, berceau de la race bovine charolaise. Le territoire bocager est candidat au patrimoine mondial de l'Unesco au titre des paysages culturels.

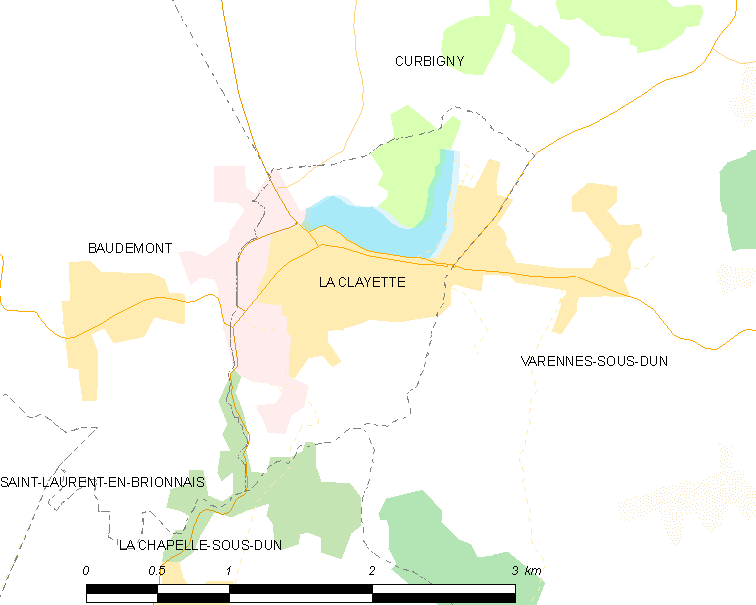
Carte de la commune de La Clayette et des proches communes.

### Topographie
La Clayette présente un paysage vallonné. La montagne de Dun est située au sud-est de La Clayette sur la commune de Saint-Racho.

### Hydrographie
La Clayette est construite sur les bords d'un grand étang, ou petit lac, de trente hectares environ, alimenté par le ruisseau de la Genette, affluent du Sornin, qui lui-même se jette dans la Loire.
Le Sornin coule au sud de la commune et marque la frontière avec La Chapelle-sous-Dun et Varennes-sous-Dun.
L'étang de La Clayette s'étend d'ouest en est, avec une profondeur maximale de quatre mètres.

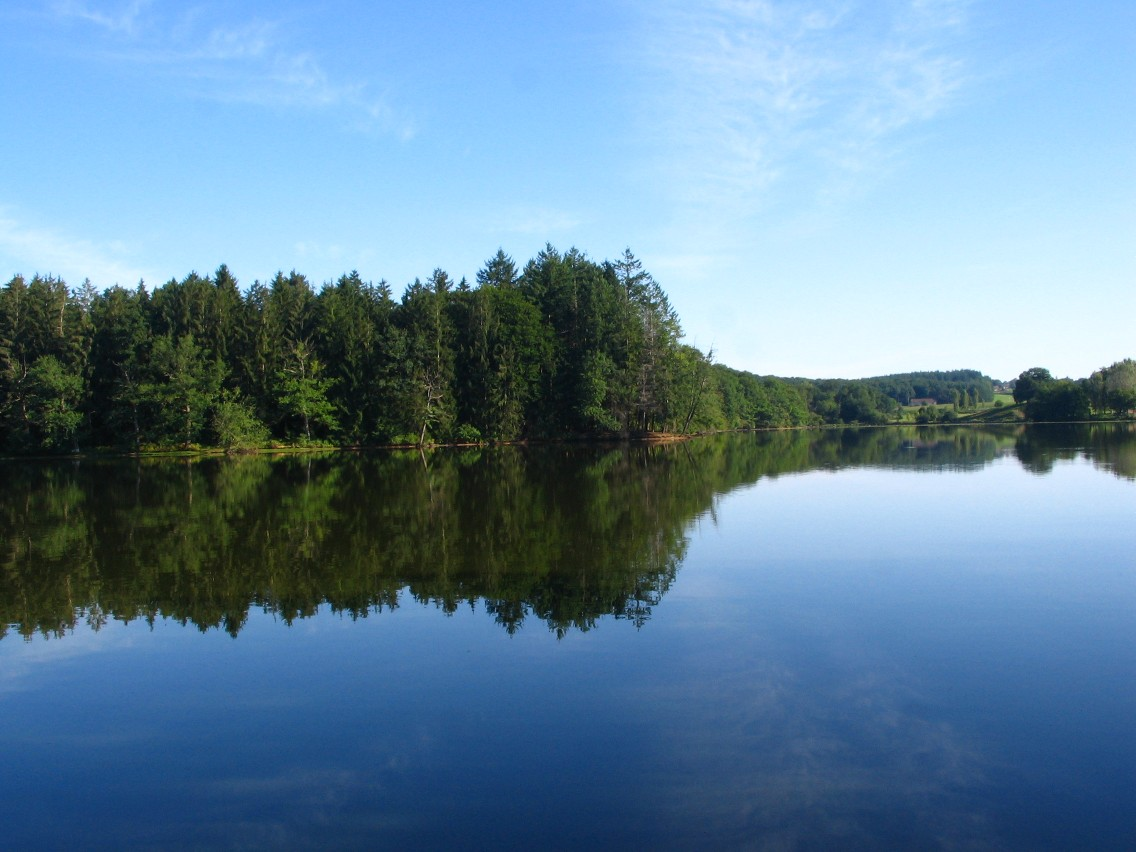
Étang, vers le nord-est.
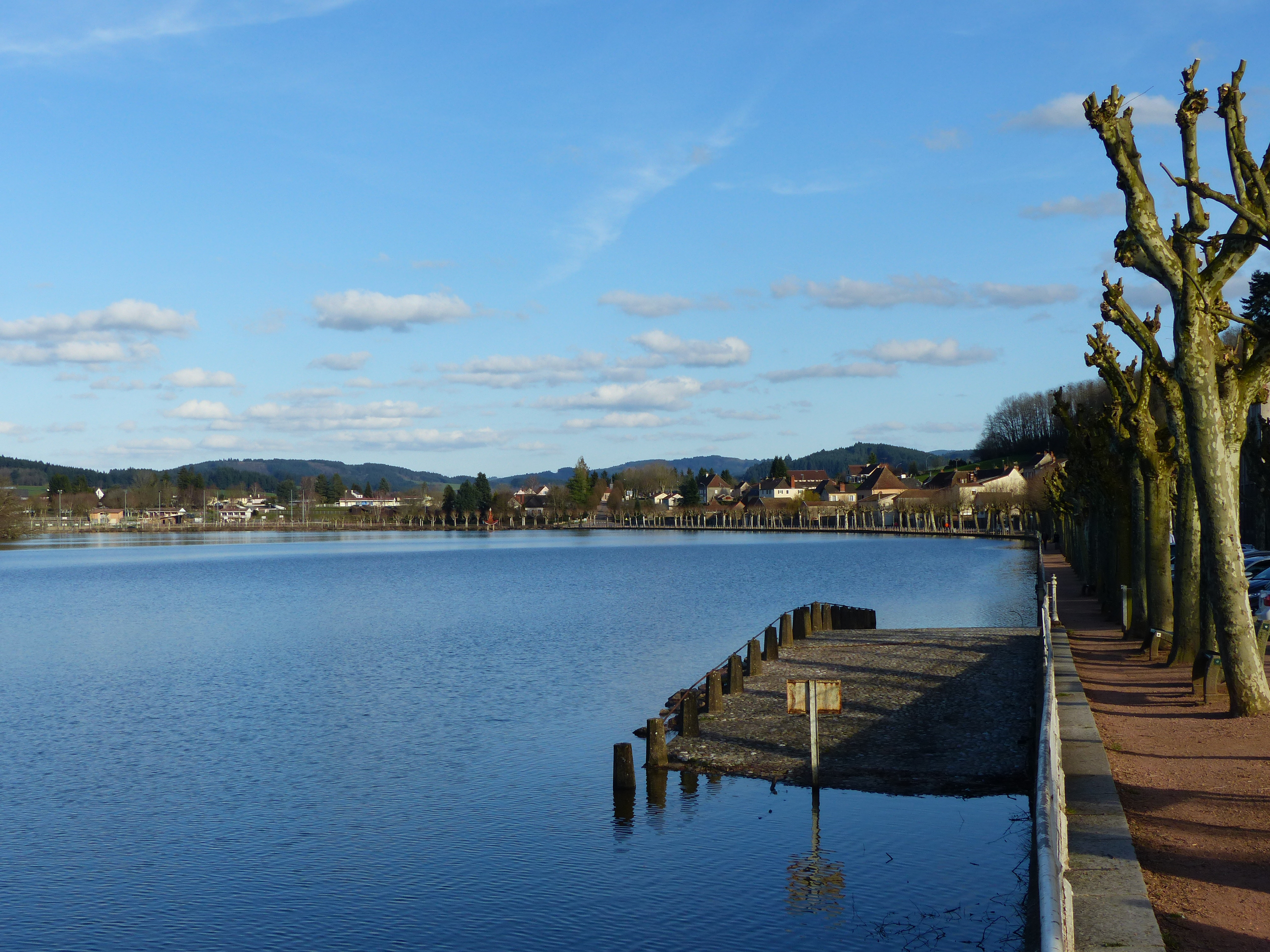
Vue de la Promenade.

### Climat
Pour des articles plus généraux, voir Climat de la Bourgogne-Franche-Comté et Climat de Saône-et-Loire.
En 2010, le climat de la commune est de type climat océanique dégradé des plaines du Centre et du Nord, selon une étude du Centre national de la recherche scientifique s'appuyant sur une série de données couvrant la période 1971-2000. En 2020, Météo-France publie une typologie des climats de la France métropolitaine dans laquelle la commune est exposée à un climat de montagne ou de marges de montagne et est dans la région climatique Centre et contreforts nord du Massif Central, caractérisée par un air sec en été et un bon ensoleillement.
Pour la période 1971-2000, la température annuelle moyenne est de 10,3 °C, avec une amplitude thermique annuelle de 16,5 °C. Le cumul annuel moyen de précipitations est de 932 mm, avec 12 jours de précipitations en janvier et 8,1 jours en juillet. Pour la période 1991-2020, la température moyenne annuelle observée sur la station météorologique de Météo-France la plus proche, « Briant », sur la commune de Briant à 12 km à vol d'oiseau, est de 11,7 °C et le cumul annuel moyen de précipitations est de 930,7 mm. 
La température maximale relevée sur cette station est de 40 °C, atteinte le 12 août 2003 ; la température minimale est de −14,7 °C, atteinte le 31 décembre 1996,,.
Les paramètres climatiques de la commune ont été estimés pour le milieu du siècle (2041-2070) selon différents scénarios d'émission de gaz à effet de serre à partir des nouvelles projections climatiques de référence DRIAS-2020. Ils sont consultables sur un site dédié publié par Météo-France en novembre 2022.

## Urbanisme

### Typologie
Au 1er janvier 2024, La Clayette est catégorisée bourg rural, selon la nouvelle grille communale de densité à sept niveaux définie par l'Insee en 2022.
Elle appartient à l'unité urbaine de La Clayette, une agglomération intra-départementale regroupant trois  communes, dont elle est ville-centre,,. La commune est en outre hors attraction des villes,.

### Occupation des sols
L'occupation des sols de la commune, telle qu'elle ressort de la base de données européenne d’occupation biophysique des sols Corine Land Cover (CLC), est marquée par l'importance des territoires artificialisés (44,8 % en 2018), une proportion sensiblement équivalente à celle de 1990 (44,2 %). La répartition détaillée en 2018 est la suivante : prairies (33,5 %), zones urbanisées (31,7 %), zones industrielles ou commerciales et réseaux de communication (13,1 %), eaux continentales (9,7 %), forêts (9,4 %), zones agricoles hétérogènes (2,6 %). L'évolution de l’occupation des sols de la commune et de ses infrastructures peut être observée sur les différentes représentations cartographiques du territoire : la carte de Cassini (XVIIIe siècle), la carte d'état-major (1820-1866) et les cartes ou photos aériennes de l'IGN pour la période actuelle (1950 à aujourd'hui).

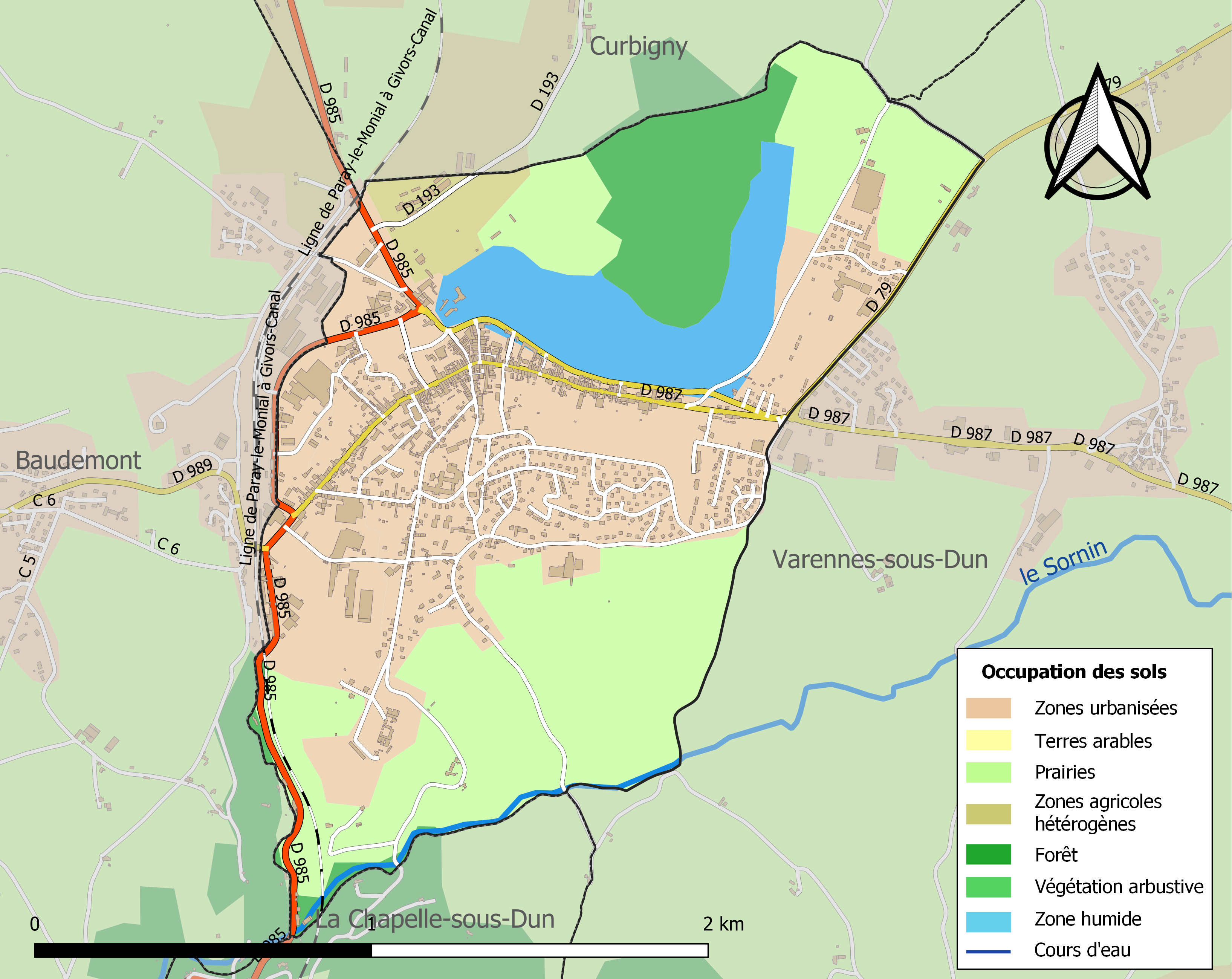
Carte des infrastructures et de l'occupation des sols de la commune en 2018 (CLC).

### Espaces verts et fleurissement
Une aire de loisirs avec parcours de santé se trouve à l'est du lac, rue de la Planchette.
En 2020, La Clayette obtient le label « Villes et Villages
Fleuris » avec « trois fleurs ».

### Voies de communication et transports

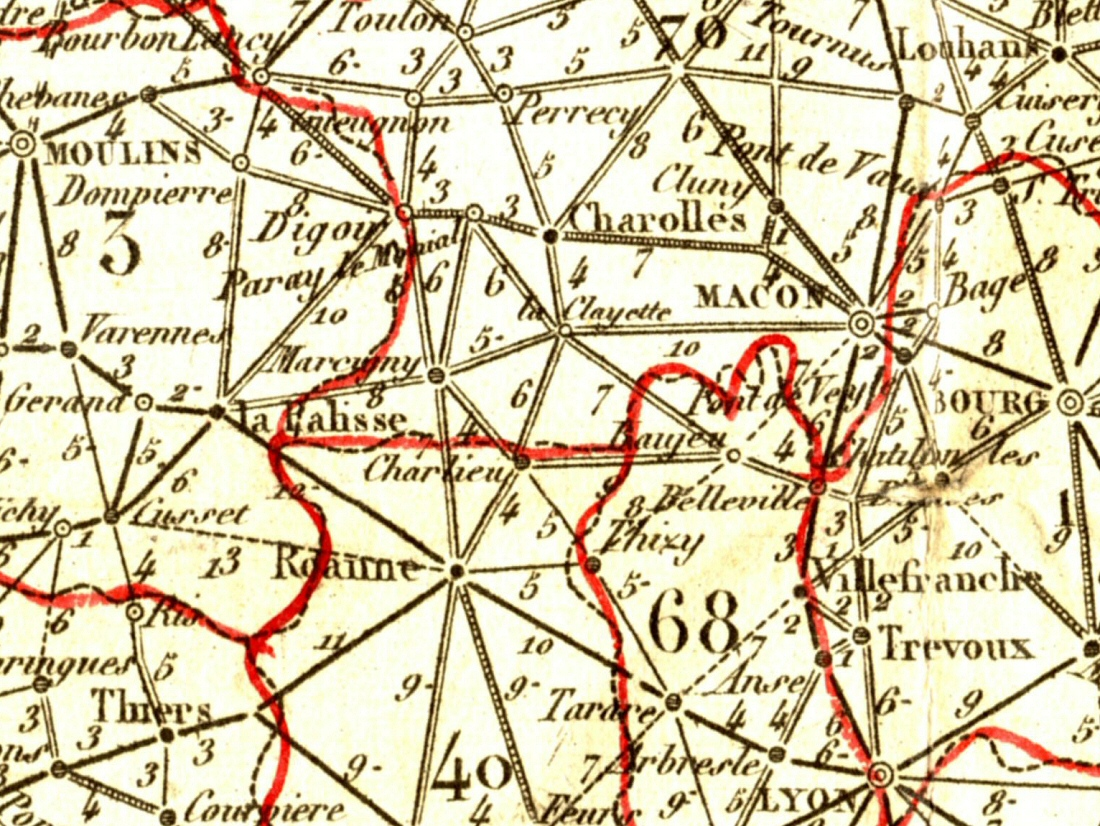
Carte des environs vers 1830.

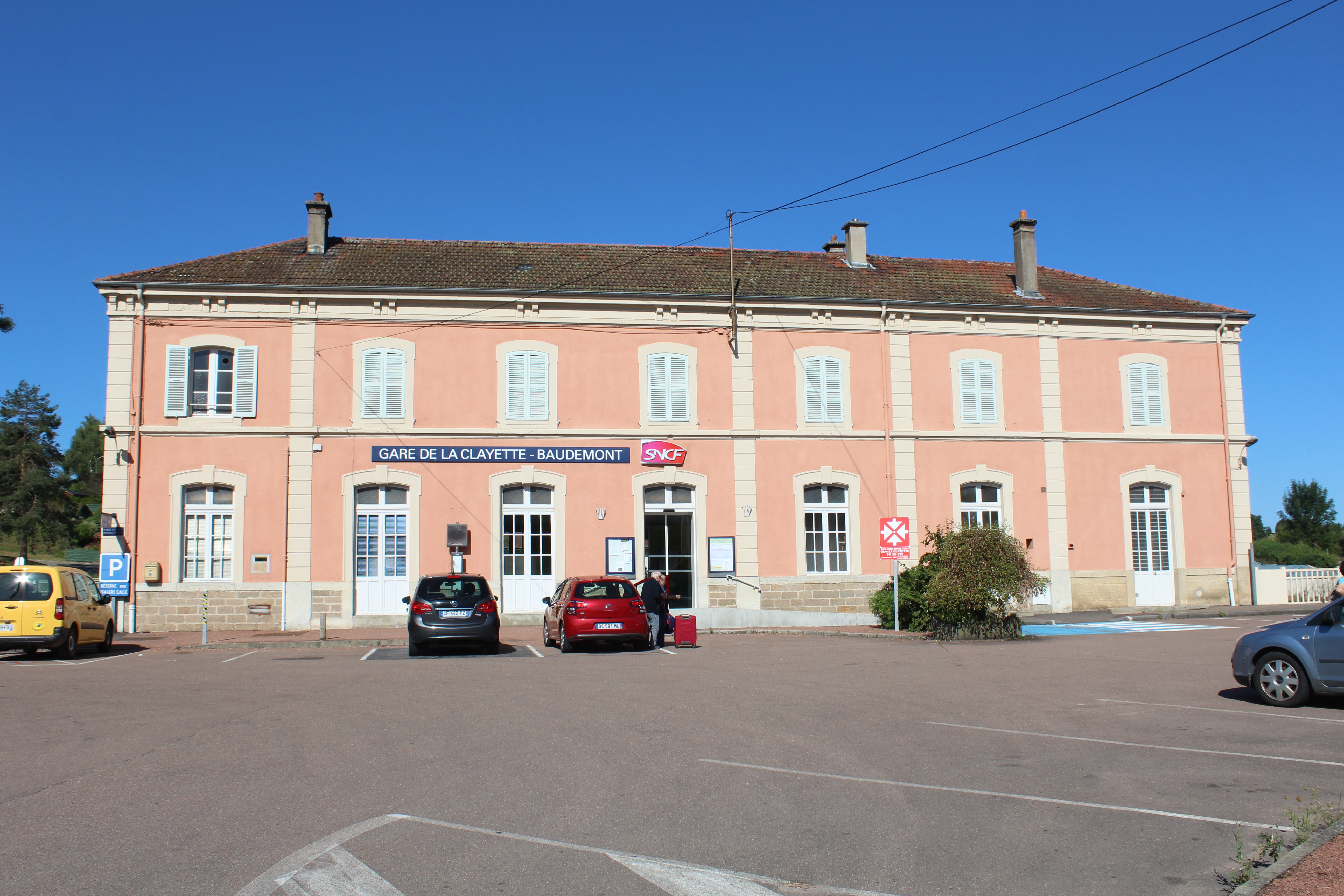
Gare de La Clayette-Baudemont.

La Clayette est située au carrefour des routes RD 985 et RD 987, à 20 km de Charolles, 25 km de Paray-le-Monial, 40 km de Roanne, 60 km de Mâcon, 90 km de Lyon, 100 km de Moulins.
La Route Buissonnière entre Fontainebleau et Lyon traverse la commune par la RD 985.
La gare SNCF de La Clayette-Baudemont est située sur la ligne Lyon — Paris. Elle est desservie par les missions TER suivantes :
- Lyon — Paray-le-Monial ;
- Lyon — Tours (via Paray-le-Monial, Moulins, Nevers et Bourges) ;
- Lyon — Nevers (via Paray-le-Monial et Moulins).

Les gares TGV de Mâcon-Loché et du Creusot sont respectivement situées à 45 km et 65 km.

## Toponymie
Le nom de La Clayette apparaît en 1307 dans un acte par lequel Jean de Lespinasse reconnaît tenir en fief du roi de France « le grand étang dit de la claete avec le moulin attenant ».
L'origine du nom est incertaine mais viendrait vraisemblablement du mot « claie » qui pourrait désigner une grille disposée au niveau du déversoir d'un étang, un treillage jeté sur le bourbier pour faciliter le passage à gué, ou encore une barrière pour retenir les eaux d'un moulin.

## Histoire

### Origines

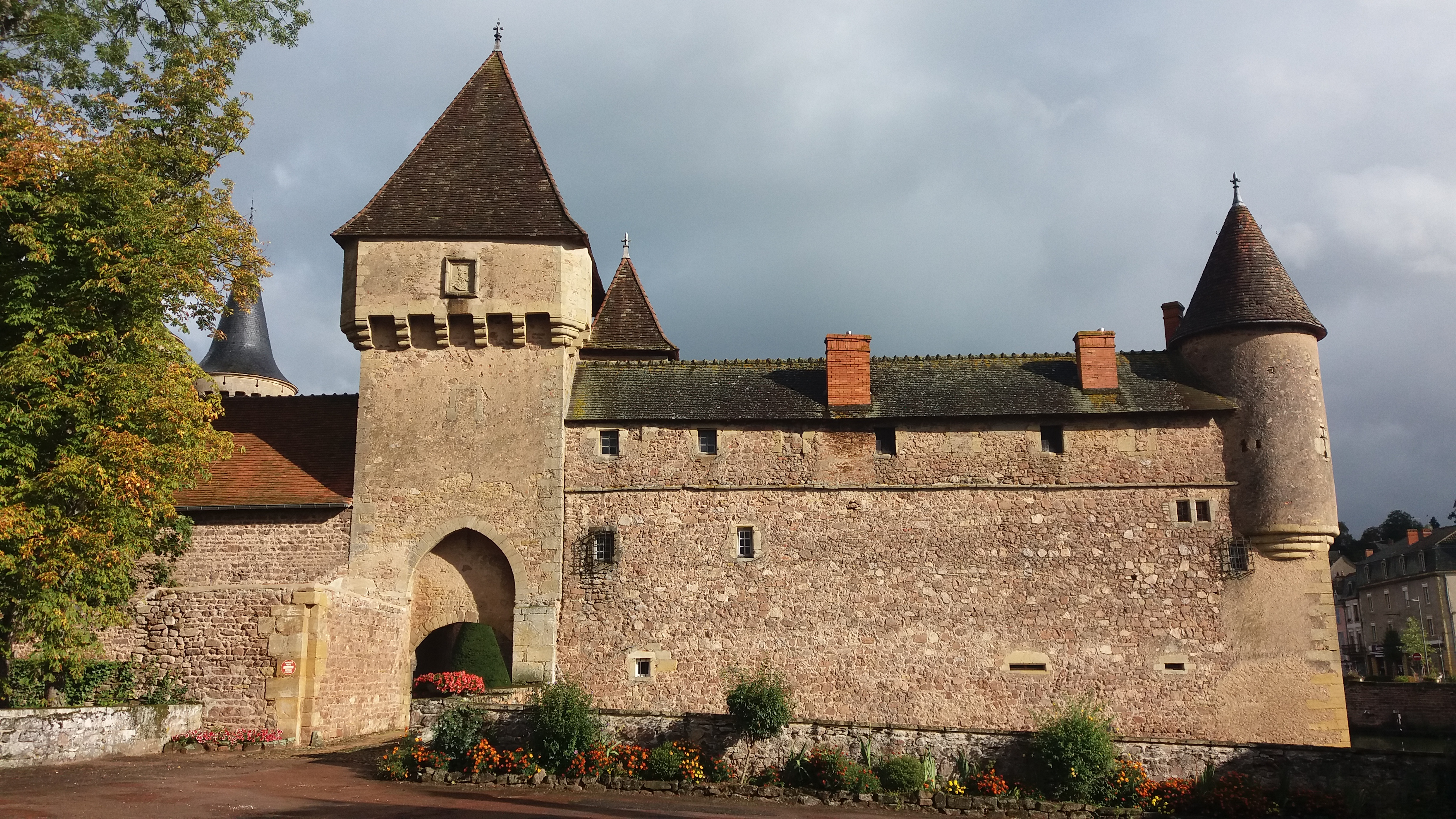
Fortifications du château.

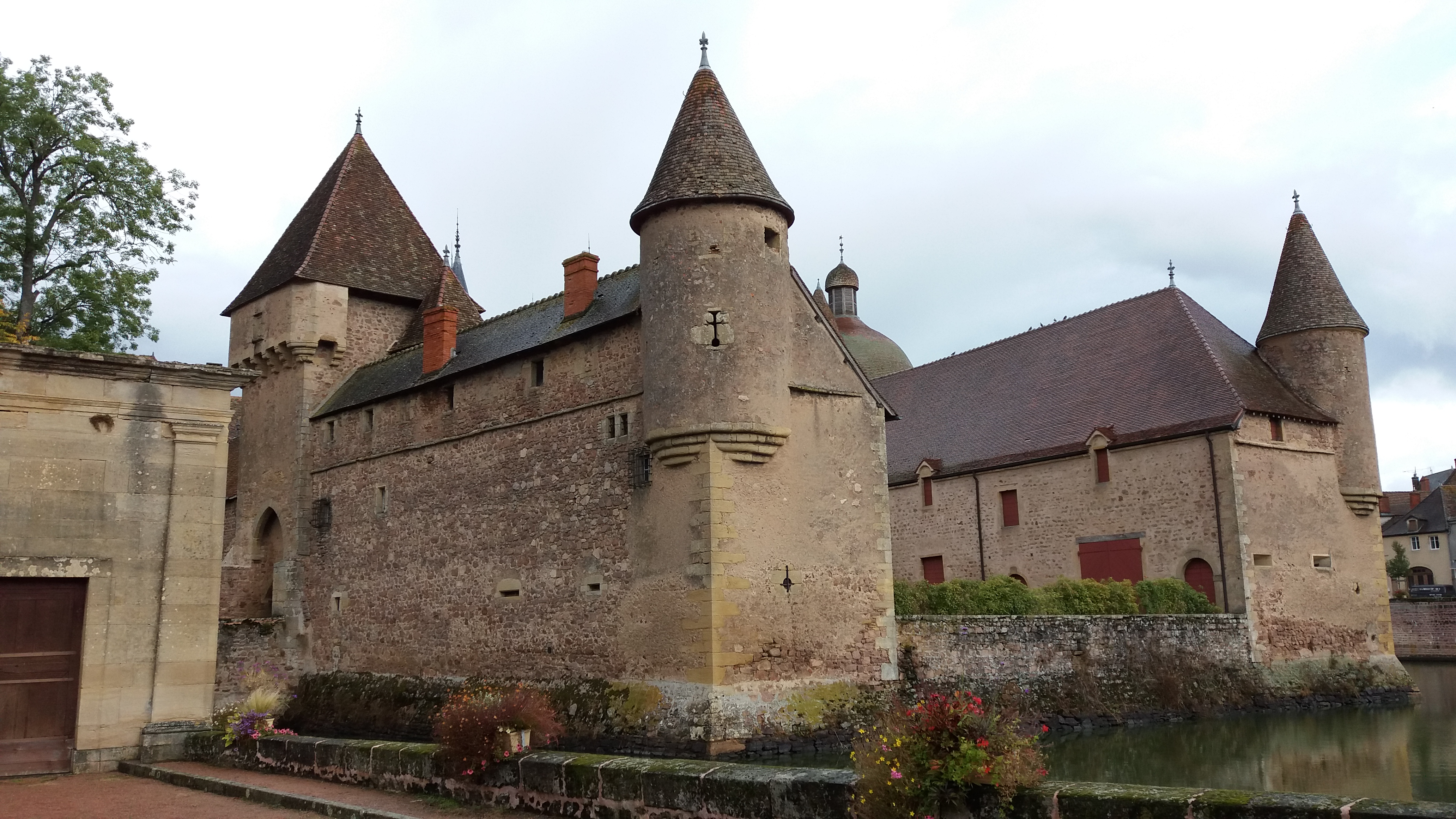
Le château et ses douves.

Une maison forte est édifiée près de l'étang par Jean de Lespinasse en 1307 afin de résister aux brigands qui dévastaient le royaume de France.
Alors que l'invasion anglaise se fait menaçante avec la guerre de Cent Ans et que la France est parcourue par des bandes armées, le roi Charles V encourage les seigneurs à remettre en état leurs forteresses. Ainsi, Philibert de Lespinasse successeur de Jean transforme la maison forte en château en 1380.
Louis de Chantemerle hérite par mariage de la seigneurie en 1420. Il occupe plusieurs charges à la cour des Ducs de Bourgogne et est nommé bailli de Mâcon. Trois foires s'ajoutent en 1437.
Les rois de France Louis XI et François Ier séjournent au château respectivement du 18 mai au 20 mai 1482 et le 2 août 1524.
Au Moyen Âge, l'élevage des chevaux a précédé, dans le pays clayettois, l'élevage bovin. Le commerce des chevaux se déroule en particulier lors de la foire de la Toussaint, autorisée par François Ier en 1534.
Le cheval blanc qui figure sur le blason de la ville ferait référence au cheval blanc d'Henri IV. Le cheval qu'il montait lors de la bataille d'Ivry le 14 mars 1590 aurait été acheté à la foire de La Clayette et proviendrait d'un élevage situé à la Pouge, hameau de Saint-Symphorien-des-Bois.
Alice de Chantemerle, dernière descendante de la famille du même nom, fonde par testament le couvent des Minimes (bâtiment actuel de la mairie) en 1632. La seigneurie de La Clayette est acquise par Bernard de Noblet en 1722.
Au cours du XVIIIe siècle, La Clayette devient un centre important du cuir autour du petit étang des tanneries.
Jusqu'à la Révolution en 1789, La Clayette dépend de Varennes-sous-Dun.

### Après la Révolution

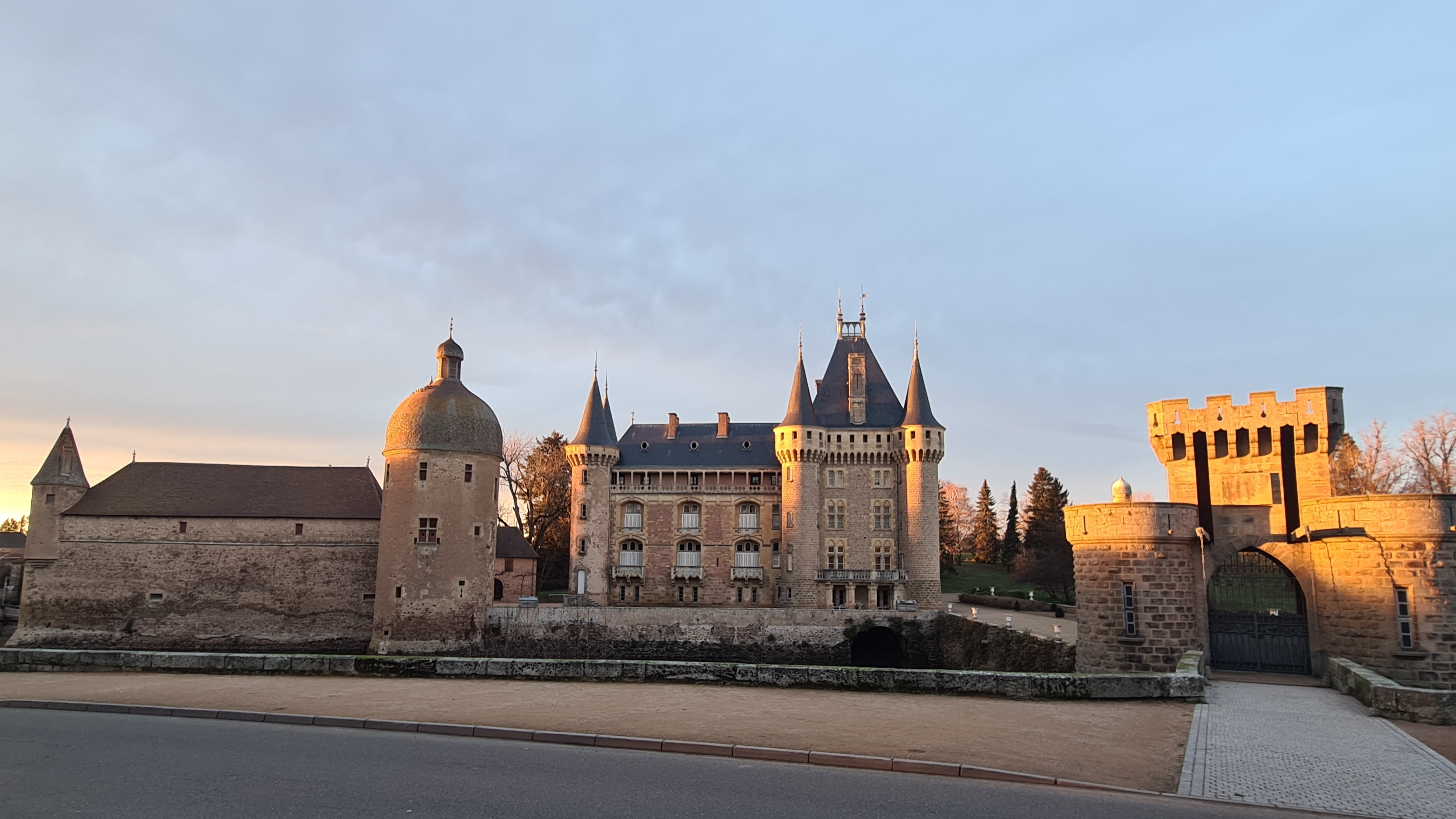
Le château et son pont-levis (XIXe siècle).

En 1790, les premières assemblées municipales se tiennent dans la chapelle Sainte-Avoye.
En 1876, les premières courses hippiques sont organisées par la société hippique de Saône-et-Loire.
La gare de La Clayette-Baudemont ouvre en 1889 avec la mise en service de la ligne de Chalon-sur-Saône à Pouilly-sous-Charlieu. Le chemin de fer se développe avec l'ouverture en 1900 de la ligne de Paray-le-Monial à Givors-Canal (avec correspondance pour Lyon).
En 1894, l'église de La Clayette est inaugurée par l'archiprêtre Guittet en présence des familles de Noblet et de Rambuteau.
Au cours du XIXe siècle, le château vit un profond remaniement de la partie nord avec notamment l'ajout d'un pont-levis de style néo-gothique.

### LeXXesiècle

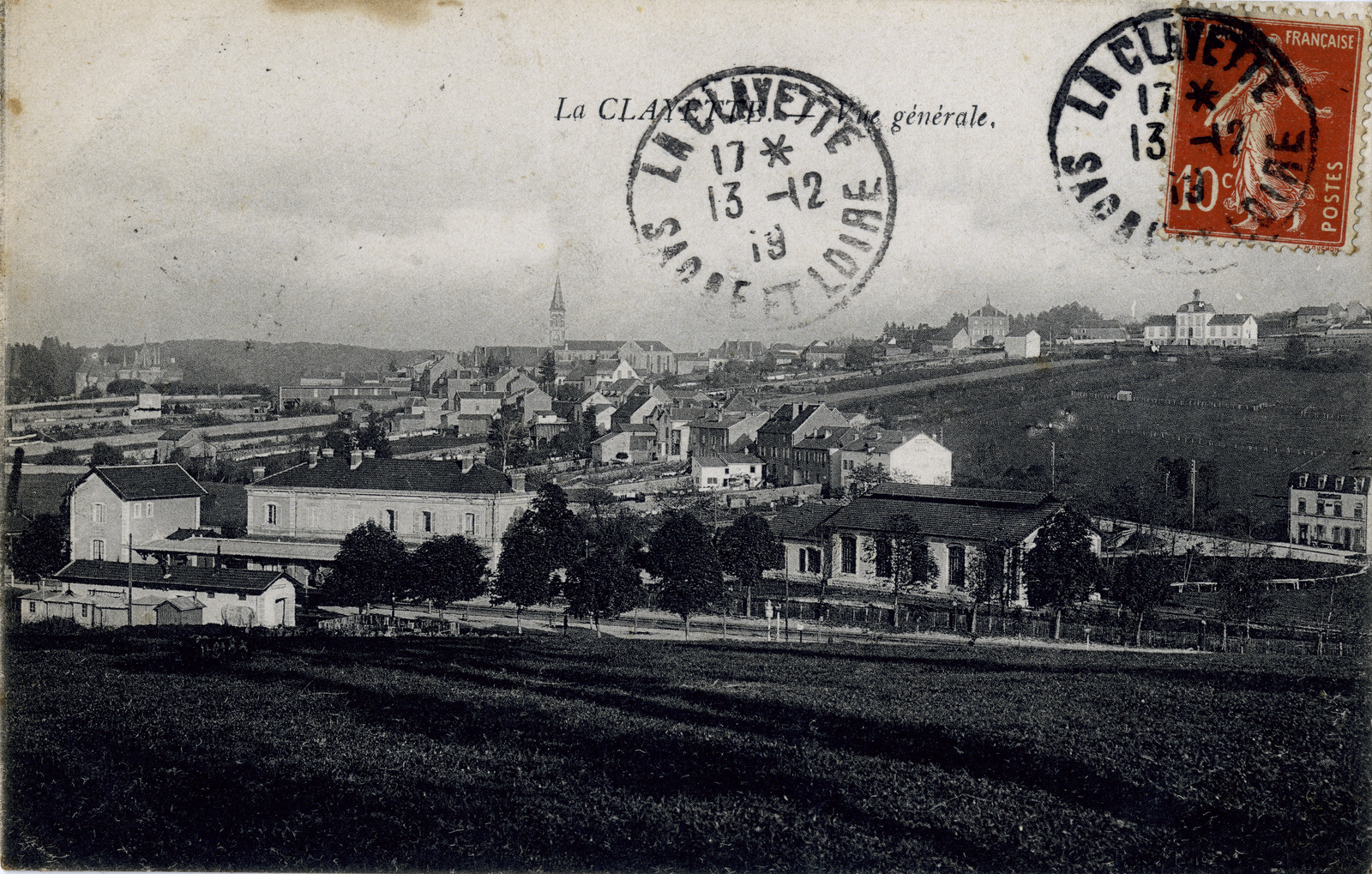
Vue générale dans les années 1910, depuis Baudemont.

Dans la première moitié du XXe siècle sont organisés des raids hippiques.
En 1904, l'hôpital de La Clayette est construit en remplacement d'un petit hospice de 1879.
La ligne de chemins de fer R.S.L. (Rhône - Saône-et-Loire) dite « du Tacot » est mise en exploitation en 1911 entre La Clayette et Monsols (Rhône) pour le transport de fret et de voyageurs. La ligne cesse son exploitation en 1935. La voie est déposée en 1939.
En 1919, les forges de La Clayette sont créées (pièces en fonte et alliages divers).
En 1928, la société Potain est créée (grues à tour et appareils de levage).
Entre 1940-1942, La Clayette fait partie de la zone libre où s’exerce l’autorité du gouvernement de Vichy.
En 1946, le château est partiellement classé au titre des monuments historiques.
Le 3 juin 1951 a lieu un concours hippique national crée à l'initiative de Louis Callier. Ce concours de saut d'obstacles comprend des épreuves pour amateurs et professionnels.
En 1957, la maison Bouhy est créée rue Centrale. L'entreprise s'installe en 1969 route des Forges, ce qui marque l'envol de la distillerie (liqueurs et jus de fruits).
En 1960, la maison Dufoux est créée par Bernard Dufoux, chef pâtissier-chocolatier qui installe sa première boutique et son laboratoire dans la rue Centrale.

### LeXXIesiècle
En 2002, le château est partiellement inscrit au titre des monuments historiques. La municipalité fait l'acquisition de la statue en bronze dite du « Cheval cabré » qui devient rapidement l'un des emblèmes de la ville.
En 2007, le site de production de la société belge Sunnyland (anciennement Bouhy, Boisset, McCain) est fermé.
En 2010, le site de production de la société américaine Manitowoc (anciennement Potain) est fermé.
En 2018, le concours hippique du parc du château se met en sommeil par manque de bénévoles.
En décembre 2020, la municipalité procède à l'enlèvement de la statue du Cheval cabré à la suite d'une décision du tribunal administratif de Dijon, la sculpture de Christian Maas se révélant être un plagiat de La Fontaine aux chevaux  par Frédéric Jager. La municipalité, qui l'ignorait au moment de l'achat, s'est dit regretter d'avoir dû procéder au retrait d'un « emblème de la commune ».

## Politique et administration

### Administration
Depuis 2015, La Clayette appartient au nouveau canton de Chauffailles. Elle constituait auparavant le chef-lieu d'un canton aujourd'hui supprimé.
Depuis 2017, La Clayette appartient à la communauté de communes La Clayette Chauffailles en Brionnais dont elle est la deuxième commune la plus peuplée après Chauffailles. Elle compte 5 délégués au conseil communautaire composé de 47 membres.

### Tendances politiques et résultats
Résultats de l'élection présidentielle française à La Clayette au second tour :
En 2022 : Emmanuel Macron a obtenu 60,16 % des suffrages exprimés et Marine Le Pen 39,84 %. En 2017 : Emmanuel Macron a obtenu 65,14 % des suffrages exprimés et Marine Le Pen 34,86 %. En 2012 : François Hollande a obtenu 40,25 % des suffrages exprimés et Nicolas Sarkozy 59,75 %. En 2007 : Nicolas Sarkozy a obtenu 62,86 % des suffrages exprimés et Ségolène Royal 32,64 %. En 2002 : Jacques Chirac a obtenu 82,49 % des suffrages exprimés et Jean-Marie Le Pen 17,51 %.

### Liste des maires
En 1790, les premières assemblées municipales se tiennent sous la présidence de Jean-Claude Delamétherie. Jusqu'à la Révolution en 1789, La Clayette dépendait de Varennes-sous-Dun.
| Maire                        | Mandat | Mandat   | Commentaires                                                                                         |
| Maire                        | Début  | Fin      | Commentaires                                                                                         |
| ---------------------------- | ------ | -------- | --- |
| Gonzague de Noblet d'Anglure | 1959   | 1971     | Comte.                                                                                               |
| Jean Garmier                 | 1971   | 1983     | Directeur commercial chez Potain.                                                                    |
| André Luminet                | 1983   | 1989     | Salarié Potain.                                                                                      |
| André Chassort               | 1989   | 1995     | Médecin. Chevalier de l'ordre national du Mérite.                                                    |
| Henry Brun                   | 1995   | 2001     | Métallier. Ancien président du Conseil de l'artisanat de la FFB.                                     |
| Hugues Godard                | 2001   | 2014     | Commerçant.                                                                                          |
| Daniel Laroche               | 2014   | 2020     | Agent technique.                                                                                     |
| Christian Lavenir            | 2020   | en cours | Agent de la fonction publique. Chef du Centre d'incendie et de secours de La Clayette jusqu'en 2020. |

## Panorama

Le château et son parc à l'extrémité ouest de l'étang, rue de la Promenade.

### Jumelages
- Göllheim (Allemagne) depuis 1977
- Marano Equo (Italie) depuis 1991

## Population et société

### Démographie
L'évolution du nombre d'habitants est connue à travers les recensements de la population effectués dans la commune depuis 1793. Pour les communes de moins de 10 000 habitants, une enquête de recensement portant sur toute la population est réalisée tous les cinq ans, les populations de référence des années intermédiaires étant quant à elles estimées par interpolation ou extrapolation. Pour la commune, le premier recensement exhaustif entrant dans le cadre du nouveau dispositif a été réalisé en 2008.

En 2022, la commune comptait 1 596 habitants, en évolution de −4,83 % par rapport à 2016 (Saône-et-Loire : −1,06 %, France hors Mayotte : +2,11 %).
| 1793  | 1800  | 1806  | 1821  | 1831  | 1836  | 1841  | 1846  | 1851  |
| ----- | ----- | ----- | ----- | ----- | ----- | ----- | ----- | ----- |
| 1 014 | 1 089 | 1 052 | 1 068 | 1 091 | 1 300 | 1 296 | 1 329 | 1 738 |

| 1856  | 1861  | 1866  | 1872  | 1876  | 1881  | 1886  | 1891  | 1896  |
| ----- | ----- | ----- | ----- | ----- | ----- | ----- | ----- | ----- |
| 1 780 | 1 671 | 1 965 | 1 748 | 1 685 | 1 744 | 1 806 | 1 742 | 1 674 |

| 1901  | 1906  | 1911  | 1921  | 1926  | 1931  | 1936  | 1946  | 1954  |
| ----- | ----- | ----- | ----- | ----- | ----- | ----- | ----- | ----- |
| 1 688 | 1 647 | 1 862 | 1 848 | 1 883 | 2 002 | 2 057 | 2 080 | 1 806 |

| 1962  | 1968  | 1975  | 1982  | 1990  | 1999  | 2006  | 2008  | 2013  |
| ----- | ----- | ----- | ----- | ----- | ----- | ----- | ----- | ----- |
| 2 173 | 2 530 | 2 845 | 2 669 | 2 307 | 2 069 | 1 942 | 1 897 | 1 741 |

| 2018  | 2022  | - | - | - | - | - | - | - |
| ----- | ----- | - | - | - | - | - | - | - |
| 1 636 | 1 596 | - | - | - | - | - | - | - |

La Clayette forme avec les communes de Varennes-sous-Dun et Baudemont une unité urbaine de plus de 2 700 habitants.

### Structure de la population par tranches d'âge
De 2011 à 2016, la population de la commune a diminué de 8,3 %, passant de 1 829 habitants à 1 677. L'évolution est marquée par la diminution des toutes les classes d'âge à l'exception de celle de 60 à 74 ans :
| tranches d'âge | 2016  | %    | 2011  | %    |
| -------------- | ----- | ---- | ----- | ---- |
| Ensemble       | 1 677 | 100  | 1 829 | 100  |
| De 0 à 14 ans  | 181   | 10,8 | 203   | 11,1 |
| de 15 à 29 ans | 218   | 13,0 | 243   | 13,3 |
| de 30 à 44 ans | 207   | 12,3 | 256   | 14,0 |
| de 45 à 59 ans | 282   | 16,8 | 326   | 17,8 |
| de 60 à 74 ans | 425   | 25,3 | 404   | 22,1 |
| 75 ans et +    | 364   | 21,7 | 398   | 21,8 |

### Enseignement

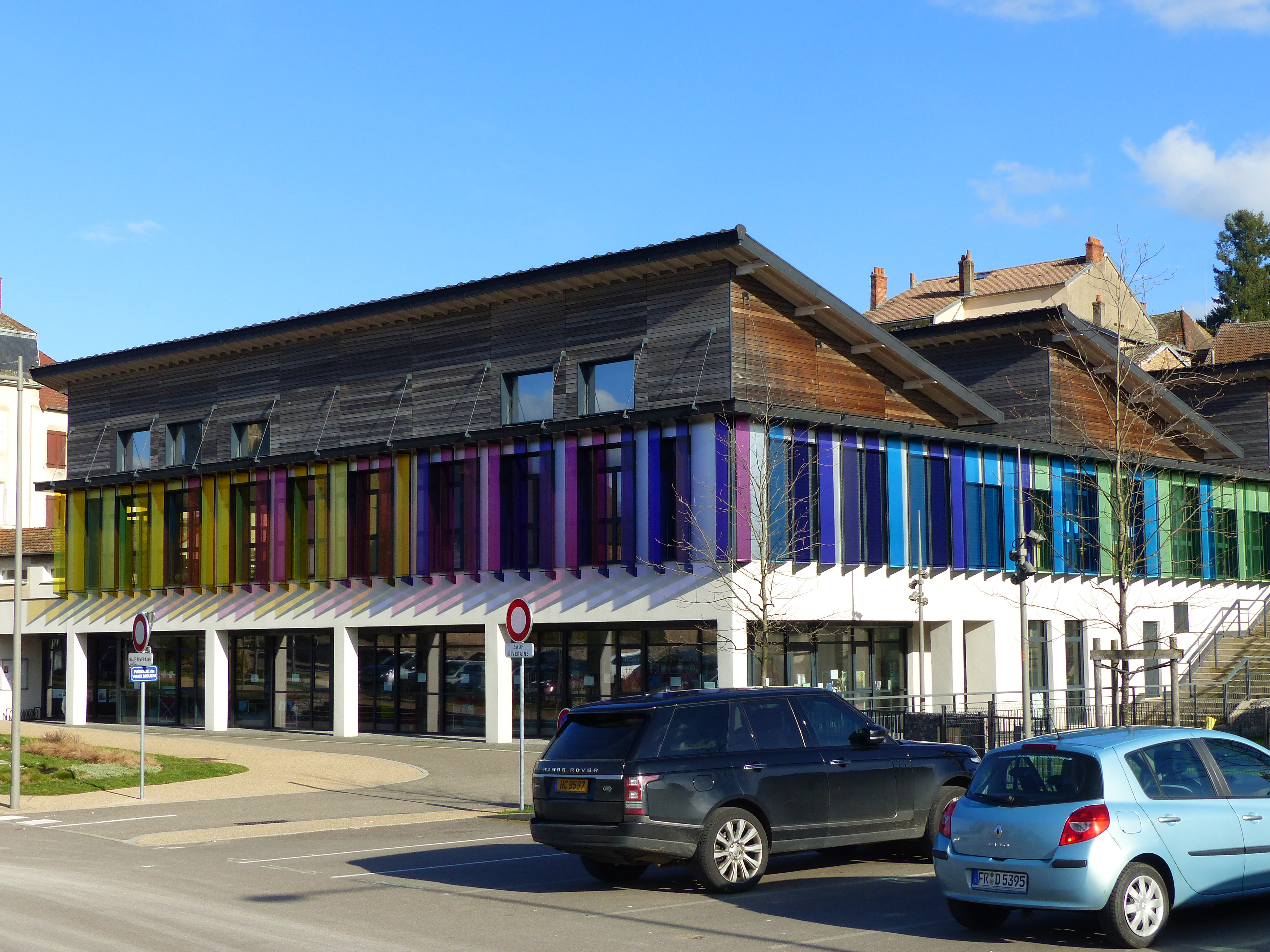
École maternelle et bibliothèque.

- École maternelle du Vieux-Moulin, impasse du Vieux-Moulin.
- École primaire Lamartine, rue Lamartine.
- Collège Les Bruyères, rue de la Planchette.
- Maison familiale rurale, allée Faustin-Potain.

Par manque d'effectif, le collège privé catholique Sainte Marie a fermé en 2018.

### Équipements

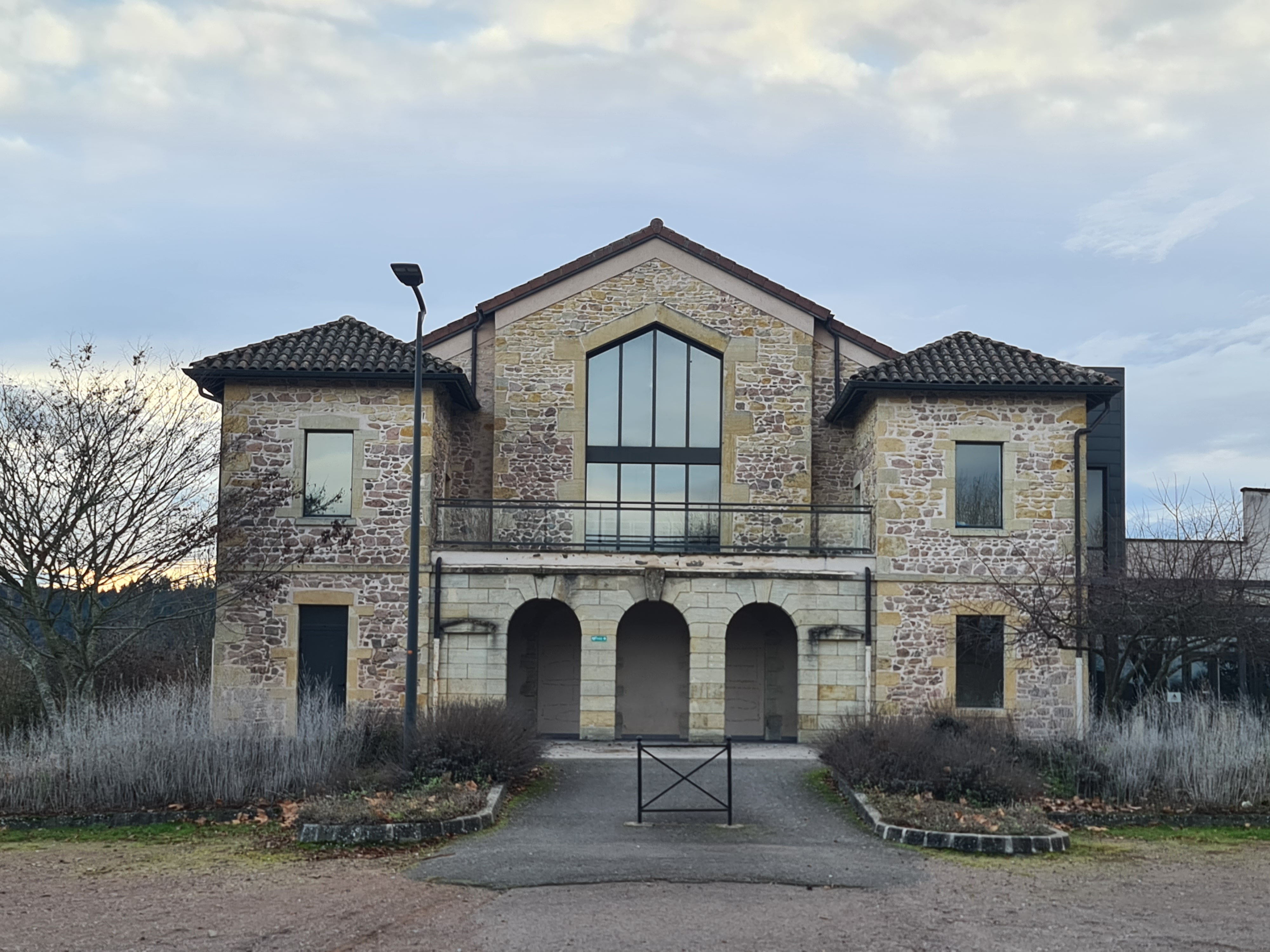
La salle des fêtes de La Clayette, construite en 1886.

- Le cinéma L'Odyssée, anciennement connu sous le nom Le Foyer[59].
- La salle des fêtes construite en 1886 se compose d'une salle de spectacle de 230 places avec gradins rétractables, d'une cuisine et d'un bar[60].
- L'espace Sainte-Avoye est un espace culturel aménagé dans une ancienne chapelle[61].
- La bibliothèque Quartier Livres de La Clayette est membre du réseau intercommunal de bibliothèques[62].
- L'aire de loisirs Docteur-André-Chassort avec terrain de jeux, parcours de santé et minigolf[63].
- Camping communal Les Bruyères sur trois hectares avec emplacements aménagés pour tentes, caravanes et camping-cars, chalets équipés et bungalows toilés[64].
- Piscine de plein air avec toboggan aquatique.
- Déchetterie intercommunale[65].
- Stades, gymnase, hippodrome, boulodrome, terrains de tennis, skatepark[66]...

### Établissement sanitaire
L'établissement est à l'origine un hospice dont la création est autorisée par le maréchal Mac Mahon le 29 décembre 1878 et le fonctionnement confié à trois religieuses de la congrégation de Saint-Charles.
La construction de l'hôpital date de 1904.
En 1907, une salle d'opération est construite, puis un service de maternité en 1924. Les services de chirurgie et de maternité cessent respectivement leur activité en 1952 et 1972. La congrégation de Saint-Charles est remplacée en 1956 par l'association des infirmiers et garde-malades de Saint-Camille, puis par des religieuses espagnoles de 1958 à 1976, année où un nouveau pavillon pour maison de retraite est construit.
De 2013 à 2015, un nouveau bâtiment est construit pour accueillir un EHPAD, et les anciens bâtiments sont rénovés pour le service de médecine. Après les travaux de rénovation et de construction, l'hôpital de La Clayette prend le nom d'hôpital du Pays dunois.
Depuis le 1er janvier 2018, l'hôpital fait partie du groupement hospitalier de territoire Bourgogne méridionale.

### Associations
Ci-dessous la liste de quelques associations locales :
- Association Cinéma L'Odyssée.
- Association des Jeunes Sapeurs-Pompiers.
- Association Sainte-Avoye : restauration et animation de la chapelle Sainte-Avoye.
- Batterie-fanfare : apprentissage d'instruments de fanfare et de solfège.
- Centre du Goût : promotion, développement, enseignement des fonctions du goût.
- Chantemerle : groupe historique, spectacles.
- Comité de jumelage : échanges culturels et scolaires, jumelage tripartite avec Göllheim (Allemagne) et Marano Equo (Italie).
- Croix-Rouge française : aide aux familles, dépôt de vêtements, formation aux gestes de premiers secours.
- L'Envole : soins palliatifs[69].
- Pêcheurs du Sornin.
- U.L.M. Club : vols ULM, baptêmes ULM, école de pilotage.

#### Associations sportives
Quelques associations : basket-ball, football, lutte, natation estivale, pétanque, rallye automobile, retraite sportive, tennis.

### Festivités
- Festival Saint Rock : festival de musique, tous les ans en été[78].
- Fête de la Saint-Roch : fête foraine sur le parking de la salle des fêtes, tous les ans autour du 15 août[79].
- Courses hippiques à l'hippodrome de Montgelly, route de Charolles, le 4e dimanche de juillet et le 15 août de chaque année[80].
- Jeudi en Fête : spectacles gratuits sur la place Rambuteau en été (repli à la salle des fêtes en cas de pluie)[81].

## Économie
Nombre de postes salariés dans la commune, par secteur d'activité au 31 décembre 2013 :
|                                                              | Total | %     | 1 à 9 salarié(s) | 10 à 19 salariés | 20 à 49 salariés | 50 à 99 salariés |
| ------------------------------------------------------------ | ----- | ----- | ---------------- | ---------------- | ---------------- | ---------------- |
| Ensemble                                                     | 654   | 100,0 | 215              | 117              | 245              | 87               |
| Industrie                                                    | 36    | 5,4   | 16               | 0                | 20               | 0                |
| Construction                                                 | 27    | 4,1   | 27               | 0                | 0                | 0                |
| Commerce, transports, services divers                        | 303   | 45,6  | 136              | 72               | 95               | 0                |
| Administration publique, enseignement, santé, action sociale | 298   | 44,9  | 36               | 45               | 139              | 87               |

### Industries

#### Les forges de La Clayette
Les forges sont créées en 1919 par Georges Thuillier sur un terrain de la commune de Baudemont. En 1939, le développement d'un atelier d'usinage permet à l'entreprise de livrer des pièces à l'armée ainsi qu'à l'industrie automobile. En 2016, l'entreprise Setforge emploie de 150 à 200 personnes et consacre 80 % de son activité au secteur automobile et aéronautique.

#### La société Potain

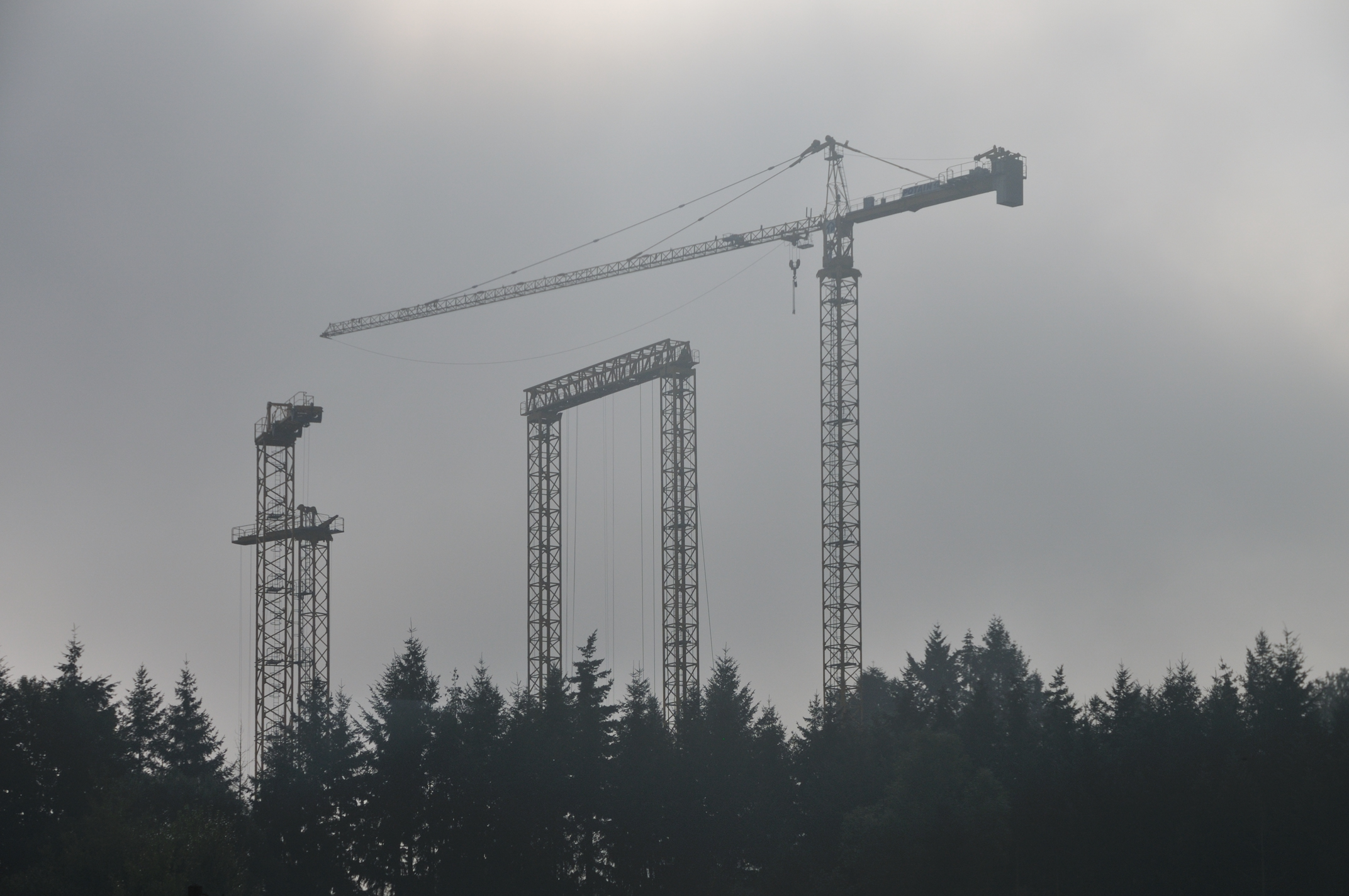
Grues de chantier Potain (2009).

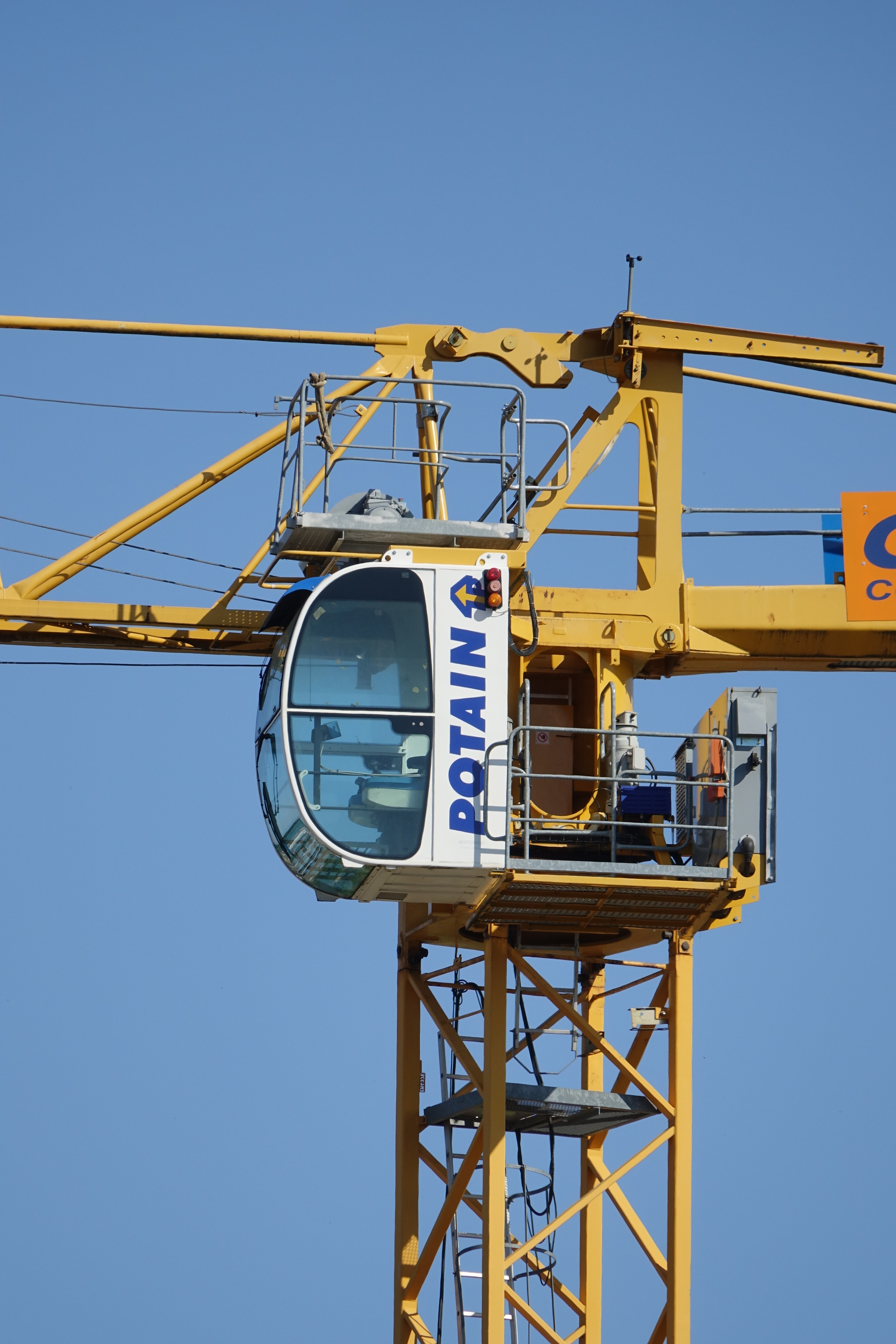
Cabine de grue Potain.

La société Potain est fondée en 1928 par Faustin Potain. Il s'agit alors d'un petit atelier de fabrication de matériel de construction. En 1929, Faustin Potain dépose le brevet de « l'indécrochable », un lien d'échafaudage en chaîne, avant de lancer un « monte-charge mécanique » en 1930. En 1931, la société s'installe avenue de Noblet, puis lance sa première grue en 1932. Une gamme de grues est commercialisée en 1936 sous la marque « Record ». Pendant la Seconde Guerre mondiale, Potain sous-traite pour Schneider et Cie au Creusot. Après la Libération, Jean Noly est missionné pour perfectionner la gamme des grues « Record ». De 1950 à 1960, diverses inventions permettent de mettre au point la grue à tour constituée d'une tour verticale et d'une flèche horizontale. La croissance de l'entreprise est rapide, elle devient leader mondial et célèbre la 10 000e grue en 1961. À la mort de Faustin Potain en 1968, l'entreprise poursuit son développement avec Jean Noly et Maria Potain. En 1973, un centre de formation pour grutiers ouvre à Baudemont ainsi qu'un foyer-hôtel pour les recevoir à La Clayette. En 1974, le siège social est transféré à Ecully près de Lyon. Au début des années 1980, jusqu'à 800 personnes travaillent sur le site de La Clayette (usine, bureaux d'études, services administratifs). En 1987, le groupe Legris devient propriétaire de 57 % des parts de Potain. Les grues Potain maintiennent leur place de leader avec 17,4 % du marché mondial en 1997. En 2001, la société est rachetée par l'américain Manitowoc Cranes (en), un des principaux fabricants mondiaux de grues de chantier. En 2008, il existe 450 emplois dans l'usine et les bureaux de La Clayette mais la diminution du chiffre d'affaires conduit vers des plans sociaux successifs. En 2010, le site de production de La Clayette est fermé. Il est proposé aux 116 salariés restant de rejoindre l'usine de Saint-Nizier-sous-Charlieu. Le centre de formation de La Clayette-Baudemont, qui pouvait accueillir de 1 500 à 2 000 stagiaires par an, ferme en 2013. En juin 2017, un mémorial est inauguré devant l'Office de Tourisme « en souvenir de l'aventure industrielle majeure qu'a connu La Clayette ».

#### La distillerie et l'usine d'embouteillage
La maison Bouhy est créée en 1957 par Henri Bouhy. Située initialement rue Centrale, l'entreprise s'installe route des Forges en 1969, ce qui marque l'envol de la distillerie (liqueurs et jus de fruits). En 1981, entre 120 à 150 personnes y sont employées selon la saison. L'entreprise est vendue en 1988 au premier groupe bourguignon de vins et spiritueux Jean-Claude Boisset, devenant l'un des quatre premiers producteurs de jus de fruits français, activité dont il se désengage quatre ans plus tard en revendant au canadien McCain. Le rachat par le groupe belge Sunnyland se fait progressivement au cours des années 1990. Il détient la totalité du site au printemps 1999, produisant et commercialisant des boissons rafraîchissantes, dont les jus de fruits Goa et le thé glacé Colorado. La chaîne de fabrication s'exécute grâce à deux lignes d'embouteillage pour les bouteilles de 50 cl et celles d'1 à 1,5 litre, avec une capacité de production annuelle de 97 millions de litres en 1999. Face à une concurrence croissante, Sunnyland s'éteint progressivement par plans sociaux successifs, le site fermant en décembre 2007.

#### Les cycles Fonlupt
L'usine de cycles Fonlupt est créée en 1920 par Alfred-Jacques Fonlupt. Après la Seconde Guerre mondiale, la société se lance dans les cyclomoteurs puis dans les voiturettes pour manèges d'enfants. Dans les 1950, elle compte une cinquantaine de salariés et produit 40 000 pièces par an. L'usine est vendue en 1985 et l'activité de La Clayette transférée en 1987 à Paray-le-Monial.

### Commerces

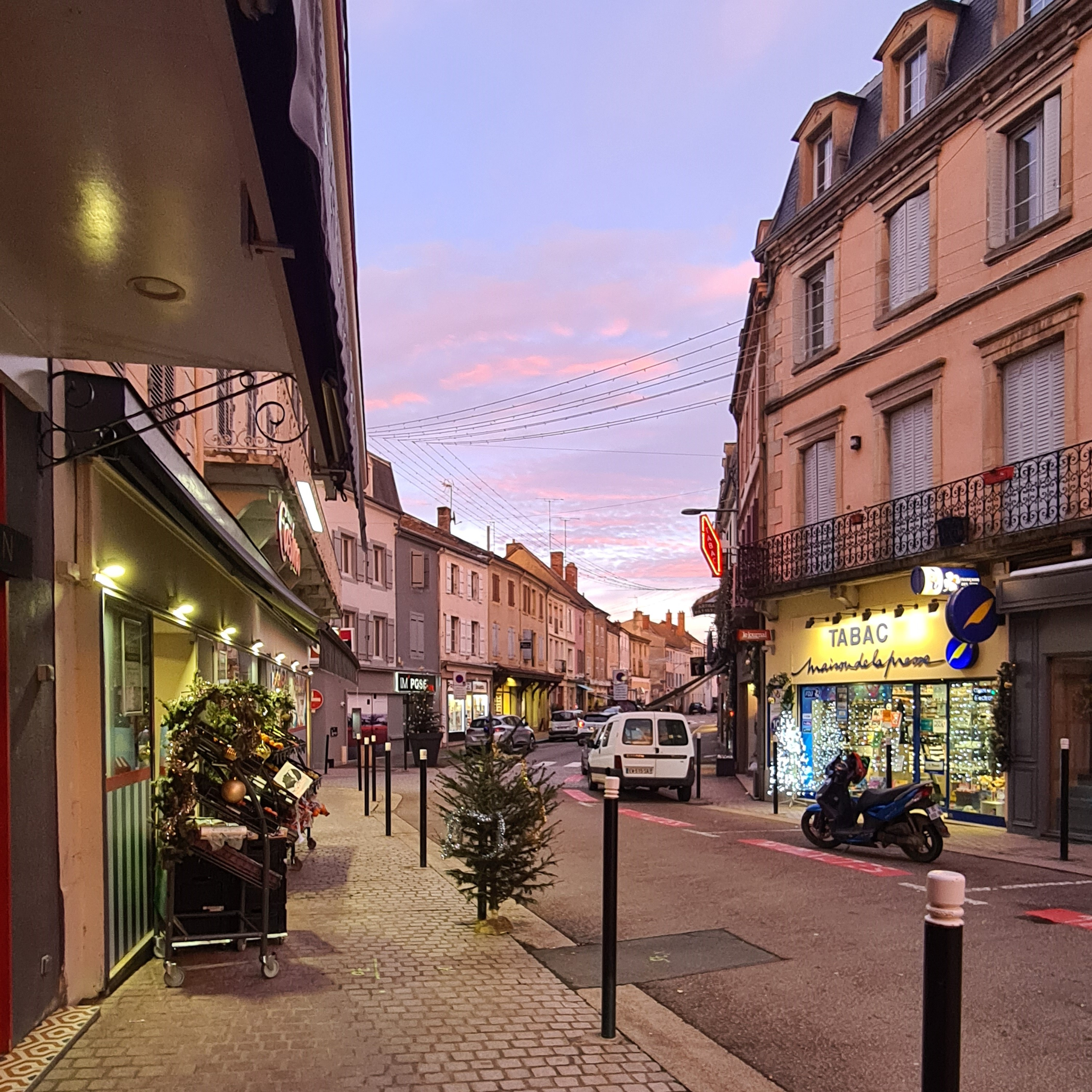
Rue Centrale (2022).

Les principales rues commerçantes sont la rue Centrale, la rue du Commerce, la rue du Château. Un marché extérieur a lieu chaque mardi matin dans le centre-ville.
La zone commerciale route des Forges est partiellement située sur la commune de Baudemont.
La zone commerciale de La Croix Bouthier est située sur un territoire limitrophe appartenant à la commune de Varennes-sous-Dun.

## Culture locale et patrimoine

### Lieux et monuments

#### Le château de La Clayette

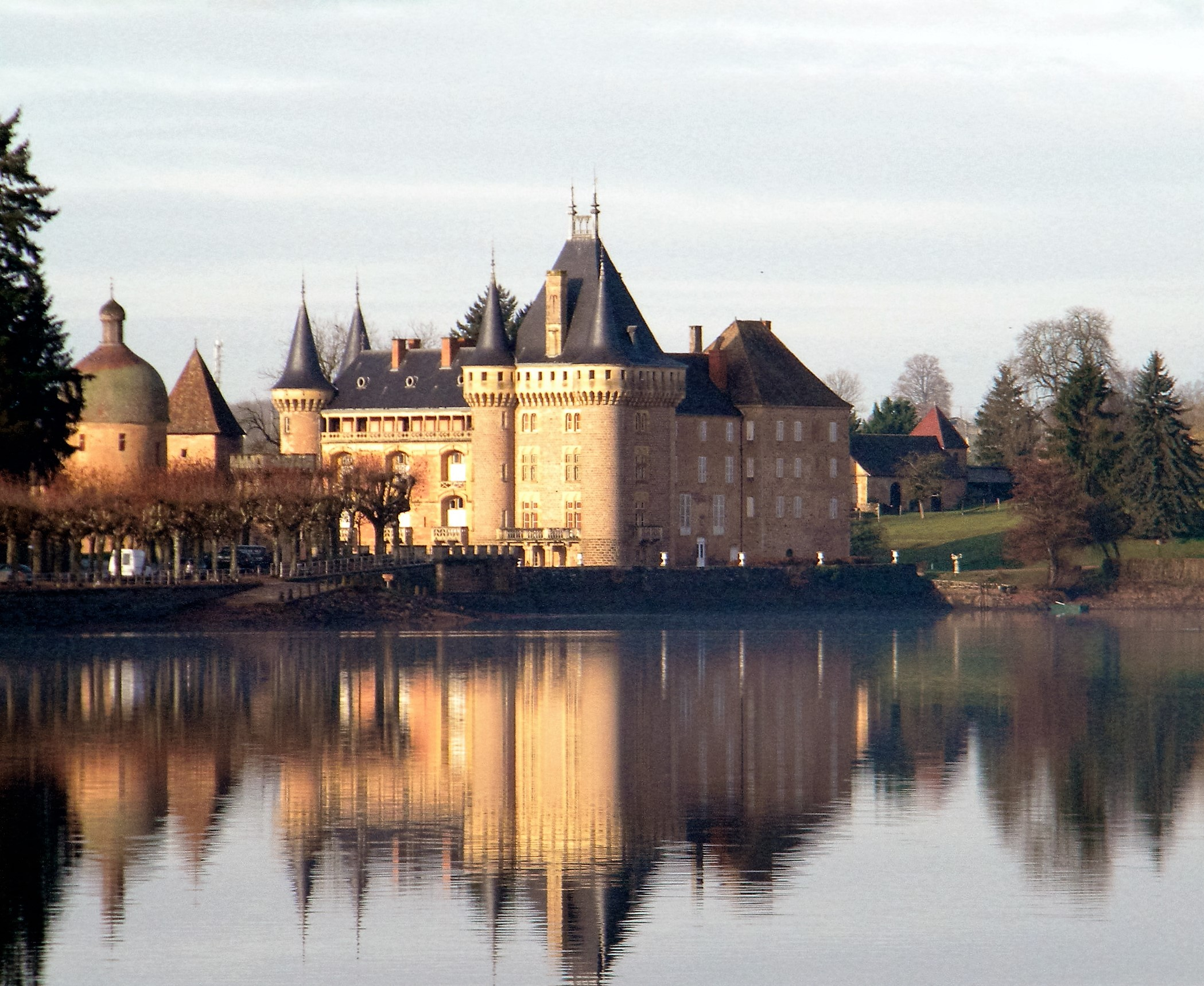
Château vu depuis la rive du lac, rue de la Promenade.

Le château de La Clayette fut, du XIVe siècle à la Révolution, le centre de l’une des seigneuries les plus importantes de la région.
Environné d'eau, il occupe une plate-forme de plan rectangulaire irrégulier. Avec son parc et ses douves reliées à un étang de trente hectares, il bénéficie de multiples protections au titre des monuments historiques.
Le château est une propriété privée et appartient à la famille de Noblet depuis 1722.
Depuis 2019, l'Office de Tourisme organise la visite guidée des extérieurs et des dépendances (parc, cour d'honneur, écuries, orangerie, cuisines médiévales et tour de Paray).

#### La chapelle Sainte-Avoye

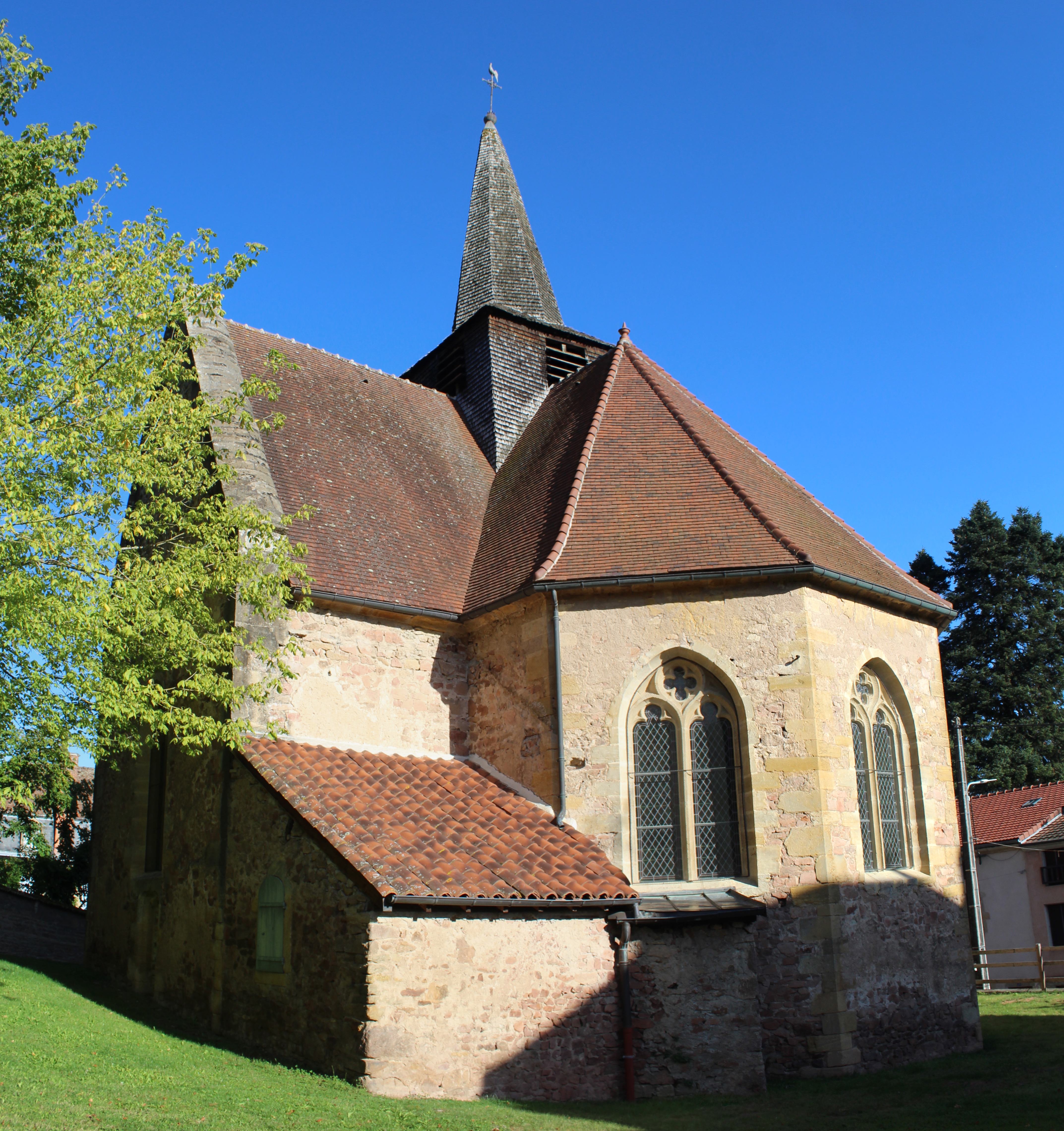
Chapelle Sainte-Avoye.

La chapelle Sainte-Avoye (ou Sainte-Avoie), de style gothique flamboyant, architecture rare dans le Brionnais, fut construite au XVe siècle, à l'initiative de Louis de Chantemerle.
En 1790, les premières assemblées municipales se sont tenues dans la chapelle sous la présidence de Jean-Claude Delamétherie, premier maire de La Clayette.
Le dernier office religieux s'y est tenu en 1959, dix ans après son inscription au titre des monuments historiques en 1949.
La chapelle est aujourd'hui un espace culturel aménagé pour des expositions d'art contemporain, des concerts, des spectacles et des conférences.

#### L'église de l'Assomption-de-Notre-Dame

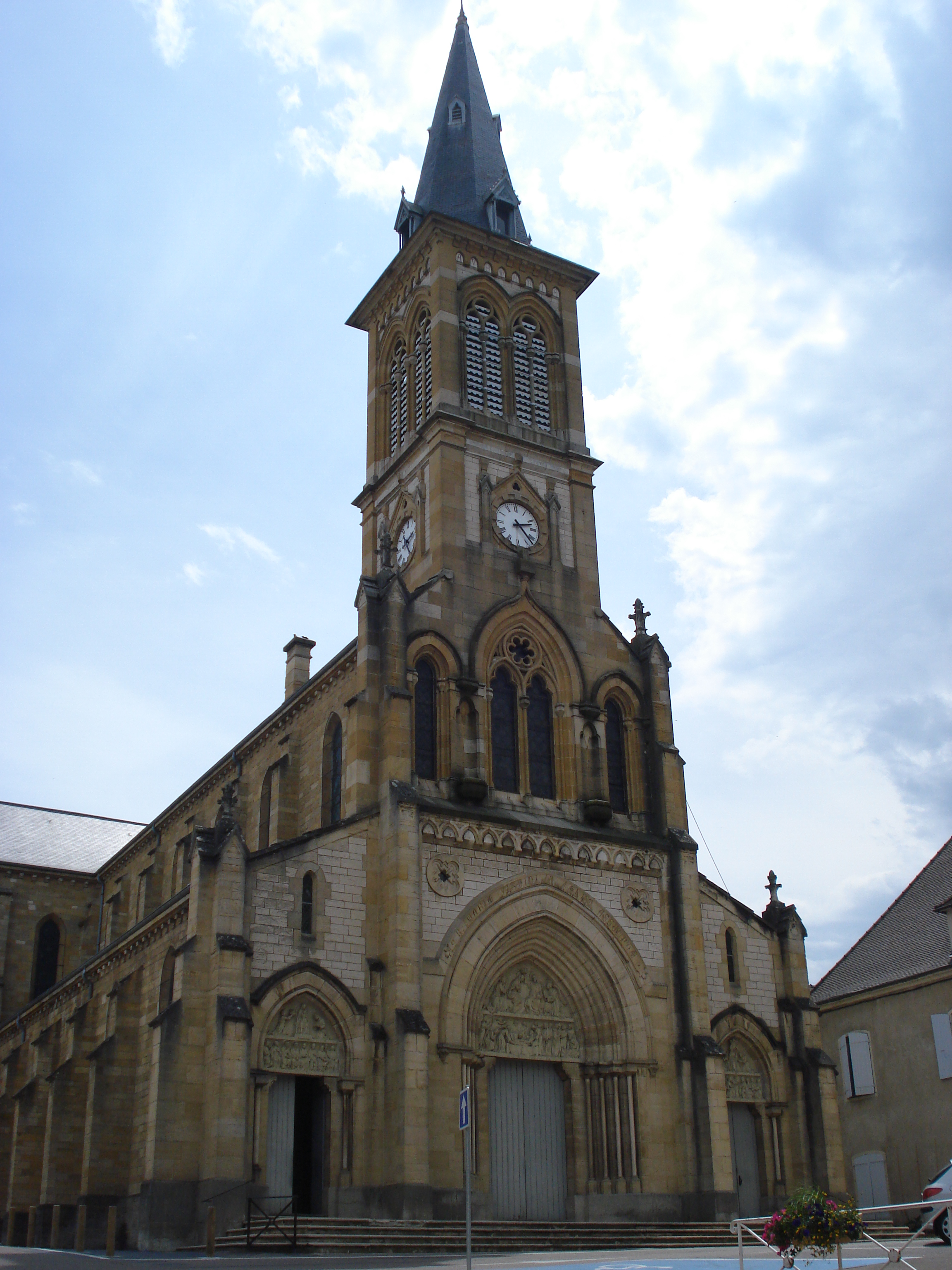
Église de l'Assomption-de-Notre-Dame.

L'église de l'Assomption-de-Notre-Dame a été édifiée dans un style néogothique sur l'emplacement de l'ancienne église du couvent des Minimes d'après des plans dressés par l'architecte Pinchard.
La pose de la première pierre a lieu le 3 août 1891.
La cérémonie de bénédiction est effectuée le 19 juin 1894 en présence de plus de quarante prêtres, du curé Guittet, archiprêtre de la ville, et des familles de Noblet et de Rambuteau.

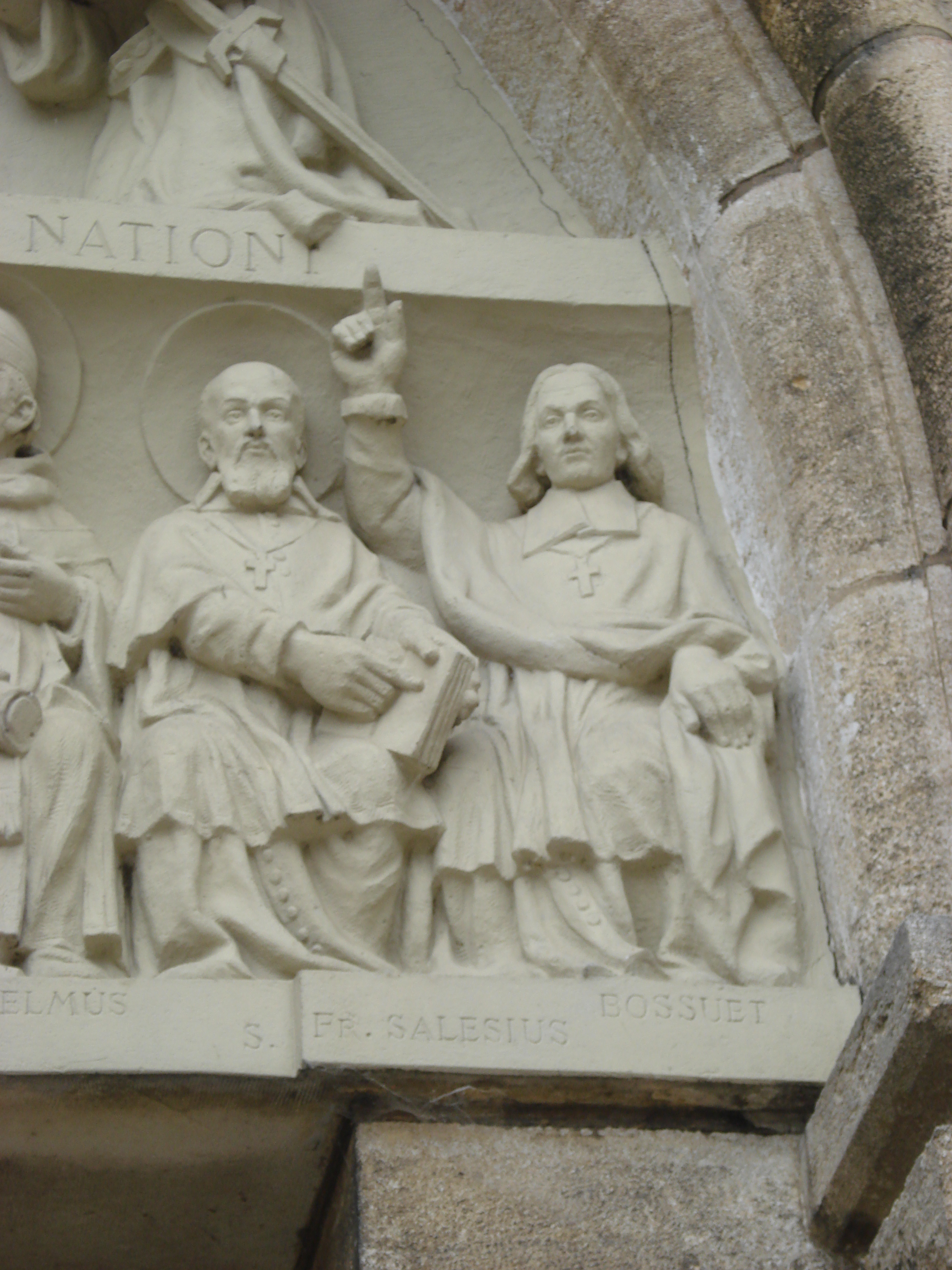
François de Sales et Jacques-Bénigne Bossuet au tympan droit de l'église.

Certains vitraux ont été réalisés par le maître verrier Lucien Bégule. La flèche et le perron ont été ajoutés en 1904. Les trois tympans qui ornent la façade principale ont été sculptés en 1923-1924 par le Lyonnais Poli. Ils représentent des épisodes de la vie de la Vierge Marie.
L'église fait partie de la paroisse Sainte-Marie-sous-Dun qui compte dix-neuf églises, dont le centre est La Clayette. La paroisse fait partie du diocèse d'Autun.

#### La place des Fossés
La fontaine de la place des Fossés est inaugurée en 2014.

### Héraldique
| Blason de Clayette (La) | Blason  | De gueules au cheval sellé et cabré d'argent ; au chef d'azur chargé du château du lieu entouré d'arbres le tout d'argent terrassé du même. DeviseVoir La Clayette est une fête |
| Blason de Clayette (La) | Détails | Le statut officiel du blason reste à déterminer. |
| Blason de Clayette (La) | Alias   | Coupé d'azur à un cheval passant et contourné d'argent, et de gueules à une barrière palissadée d'or sur une terrasse isolée et cousue d'azur.                                  |

### Personnalités liées à la commune
- Jean-Claude Delamétherie (1743-1817), naturaliste, minéralogiste, géologue, paléontologue. Premier maire de La Clayette en 1790.
- Jean-Baptiste Geoffroy (1750-1814), avocat. Il fut député du tiers état aux États généraux de 1789.
- Côme Antoine Geoffroy (1756-1835), avocat. Il fut un des parlementaires de Saône-et-Loire de 1795 à 1816.
- Jean-Claude Périer[124] (1775-1863), capitaine adjudant-major, médecin-chirurgien, chevalier de la Légion d'honneur en 1807.
- Pierre Lambert, né le 4 avril 1786 à La Clayette (Saône-et-Loire) et mort le 2 novembre 1852 à Charolles (Saône-et-Loire), homme politique.
- Augustin Lacroix (1803-1875), député-maire, décédé dans la commune.
- Gabriel Chevalier[125] (1848-1924), médecin, député de 1902 à 1906.
- Joseph Faisant (1876-1926), député-maire, né dans la commune.
- Joseph Jolinon (1885-1971), écrivain, lauréat du grand prix du roman de l'Académie française en 1950.
- Jean Combier (1891-1968), photographe et éditeur de cartes postales, il y commence sa carrière[126].
- Marc Chevalier (1896-1976), haut fonctionnaire, né dans la commune.
- Faustin Potain (1898-1968), industriel, fondateur de la société Potain, chevalier de l'ordre national du Mérite[127].
- Louis Alloin (1906-1978), homme politique, né dans la commune.
- Marie-aimée (1883-1970) et Clotilde Gaillard (1907-2008), honorées du titre de Juste parmi les nations par l'institut Yad Vashem en 2007.
- André Néron (1922-1985), mathématicien, lauréat de la médaille Émile-Picard de l'Académie des sciences en 1983.
- Bernard Dufoux (1937-2021)[128], chocolatier, chevalier de l'ordre du Mérite agricole[129], chevalier de la Légion d'honneur[130].
- Michel Chandeigne (1957-), éditeur, traducteur, libraire, conférencier spécialiste du Portugal.
- Nathalie Potain (1966-2009), écrivain, professeur de français.

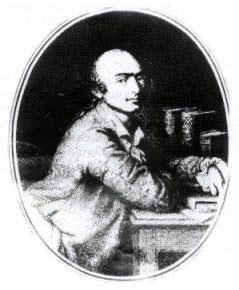
Jean-Claude Delamétherie.
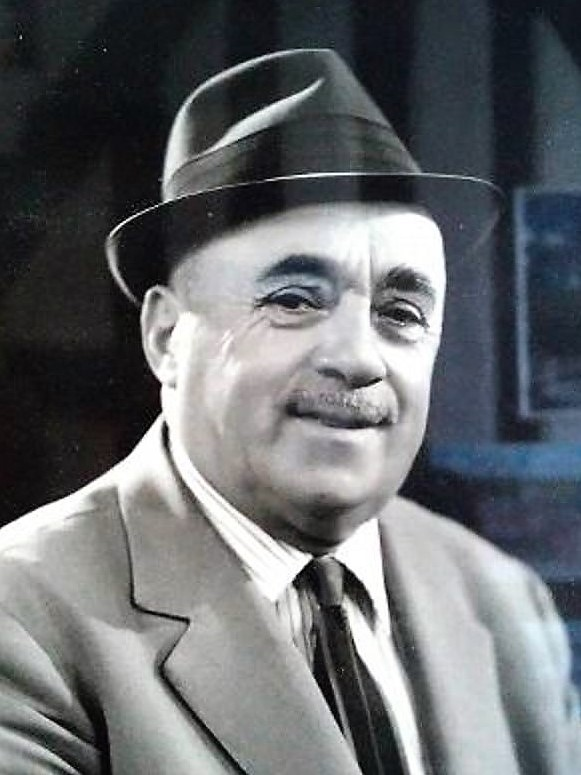
Faustin Potain.
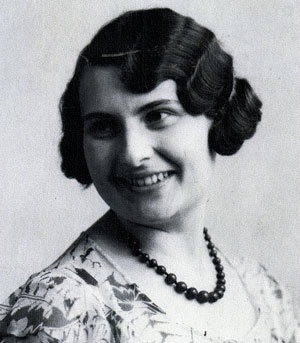
Clotilde Gaillard.

## Pour approfondir